# A Momentary Lapse of Reason
A Momentary Lapse of Reason е тринадесетият студиен албум на английската прогресив рок група „Пинк Флойд“ издаден във Великобритания и САЩ през септември 1987 г. В албума са включени материали записани за третия солов албума на Дейвид Гилмор, който решава с тях да издаде нов албум на „Пинк Флойд“ заедно с барабаниста Ник Мейсън и пианиста Ричард Райт. Въпреки че по юридически причини Райт не може да бъде повторно приет в групата, с помощта на Мейсън и Гилмор този албум става първият такъв на „Пинк Флойд“, откакто бас китаристът, певец и автор на песни Роджър Уотърс напуска групата през декември 1985 го.
A Momentary Lapse of Reason е записан предимно в превърнатата от лодка на звукозаписно студио – Астория. Продукцията му е белязана от непрекъснат правен спор с Уотърс, за това кой притежава правата върху името на „Пинк Флойд“, въпрос, решен няколко месеца, след като албумът е издаден. За разлика от много други студийни албуми на групата, A Momentary Lapse of Reason не съдържа централна тема, а вместо това е колекция от песни написани предимно от Дейвид Гилмор и музиканта Антъни Мур.
Въпреки че албумът получава смесени отзиви и става обект на подигравка от страна на Роджър Уотърс, A Momentary Lapse of Reason е добре продаван, като предишния албум на групата The Final Cut (1983) и подкрепен от успешно световно турне. Изданието получава четири платинени награди в САЩ.

## Списък с песните
Всички песни са изпълнявани от Дейвид Гилмор с изключение на посочените.
| 1.    | Signs of Life (инструментал) (инструментал, с вокалите на Ник Мейсън) | Дейвид Гилмор, Боб Езерин                         | 4:24 |
| 2.    | Learning to Fly                                                       | Дейвид Гилмор, Антъни Мур, Боб Езерин, Джон Керин | 4:53 |
| 3.    | The Dogs of War                                                       | Дейвид Гилмор, Антъни Мур                         | 6:05 |
| 4.    | One Slip                                                              | Дейвид Гилмор, Фил Манзанера                      | 5:10 |
| 5.    | On the Turning Away                                                   | Дейвид Гилмор, Антъни Мур                         | 5:42 |
| 6.    | Yet Another Movie / Round and Around (инструментал)                   | Дейвид Гилмор, Патрик Ленърд /Гилмор              | 7:28 |
| 7.    | A New Machine (Part 1)                                                | Дейвид Гилмор                                     | 1:46 |
| 8.    | Terminal Frost (инструментал)                                         | Дейвид Гилмор                                     | 6:17 |
| 9.    | A New Machine (Part 2)                                                | Дейвид Гилмор                                     | 0:38 |
| 10.   | Sorrow                                                                | Дейвид Гилмор                                     | 8:46 |
| 51:14 |                                                                       |                                                   |      |

## Състав
- Дейвид Гилмор – китари, вокали, синтезатор
- Ник Мейсън – барабани, ефекти
- И други

## Позиция в класациите
| Класация (1987)     | Позиция |
| ------------------- | ------- |
| Великобритания      | 3       |
| САЩ („Билборд 200“) | 3       |
| Австралия           | 47      |
| Норвегия            | 2       |
| Швейцария           | 2       |

| Година | Сингъл          | класация              | Позиция |
| ------ | --------------- | --------------------- | ------- |
| 1987   | Learning to Fly | „Билборд Хот 100“     | 70      |
| 1988   | One Slip        | ОК Ю Кей Сингълс Чарт | 50      |